# Cles
Cles är en ort och kommun i provinsen Trento i regionen Trentino-Sydtyrolen i Italien. Kommunen hade 7 020 invånare (2018). 
Det är även hemort för fotbollsspelaren Andrea Pinamonti som spelar för Internazionale.